# Nacho Álvarez Peralta
Ignacio «Nacho» Álvarez Peralta (Madrid, 16 de juny de 1977) és un economista espanyol, professor d'economia a la Universitat Autònoma de Madrid i secretari d'Economia de Podem. Des del 15 de gener del 2020, Álvarez exerceix com a secretari d'Estat de Drets Socials del Govern d'Espanya.
Es coautor de diversos llibres publicats, com ara Fracturas y Crisis en Europa, Qué hacemos con el paro, Economía Política de la Crisis o Qué hacemos con la deuda. Va ser el coordinador, juntament amb Jorge Uxó i Alberto Montero, dels programes econòmics amb què Podem es va presentar a les eleccions generals espanyoles de 2015 i 2016.